# Ісаково (Красноармійський район)
Іса́ково (рос. Исаково, чув. Кĕçĕн Шетмĕ) — село у складі Красноармійського району Чувашії, Росія. Адміністративний центр Ісаковського сільського поселення.
Населення — 357 осіб (2010; 371 у 2002).
Національний склад:
- чуваші — 94 %